# Jean-Claude Rousseau
Jean-Claude Rousseau (París, 1950) es un director de cine francés, próximo a los trabajos del matrimonio de cineastas Jean-Marie Straub y Danièle Huillet.

## Biografía
En los años 1970 vivía en Nueva York, donde descubrió las películas del director japonés Yasujirō Ozu al mismo tiempo que el cine de vanguardia. De regreso a Francia terminó de escribir un guion, Le concert champêtre (publicado por Paris Experimental en 2000). La importancia de este insólito texto ha sido subrayada por otros colegas como Jean-Marie Straub y Marcel Hanoun.
En 1983 Rousseau realizó su primera película en Super 8, Jeune femme à sa fenêtre lisant une lettre, seguida de Venise n’existe pas (1984). Keep in Touch la rodó en Nueva York en 1987, mientras preparaba un programa de sus películas que tendría lugar al año siguiente. Redactadas para su intervención en la Universidad de Nueva York, las Notes sur Jeune femme à sa fenêtre lisant une lettre et autres films son un texto esencial que cifra su concepción del cine.
Tanto estos primeros cortos como sus dos largos en Super 8, Les antiquités de Rome (1989) y la que suele ser considerada su obra maestra, La vallée close (1995), tuvieron una difusión restringida hasta que pudieron ser transferidas a 16 mm a finales de los años 1990. La vallée close, concretamente, se transfirió gracias al apoyo de Jean-Marie Straub y Danièle Huillet, que pidieron su proyección en la Cinémathèque française acompañando a su película Othon (1970). La película fue mostrada a continuación en Locarno y obtuvo el Gran Premio Documental del Festival de Belfort.
En 2002 presentó su primer cortometraje en vídeo digital, Lettre à Roberto. Desde ese año, toda su obra, muy prolífica, la realizó en formato digital. En 2006 completó su primer largometraje en vídeo, Trois fois rien, y al año siguiente un nuevo largometraje, De son appartement, gana el Gran Premio de la Competición Internacional del Festival Internacional de Cine Documental de Marsella.
En años sucesivos Rousseau realizó el largometraje Festival (2010) y numerosos cortometrajes que presenta en distintos festivales (Viena, DocLisboa, Toronto, Marsella...). En 2013 fue invitado a Japón por la Universidad Doshisha de Kioto, donde realizó Arrière-saison y Si loin, si proche, sus dos primeras películas en alta definición y formato 16:9.